# Federico Ernesto Mariscal Piña

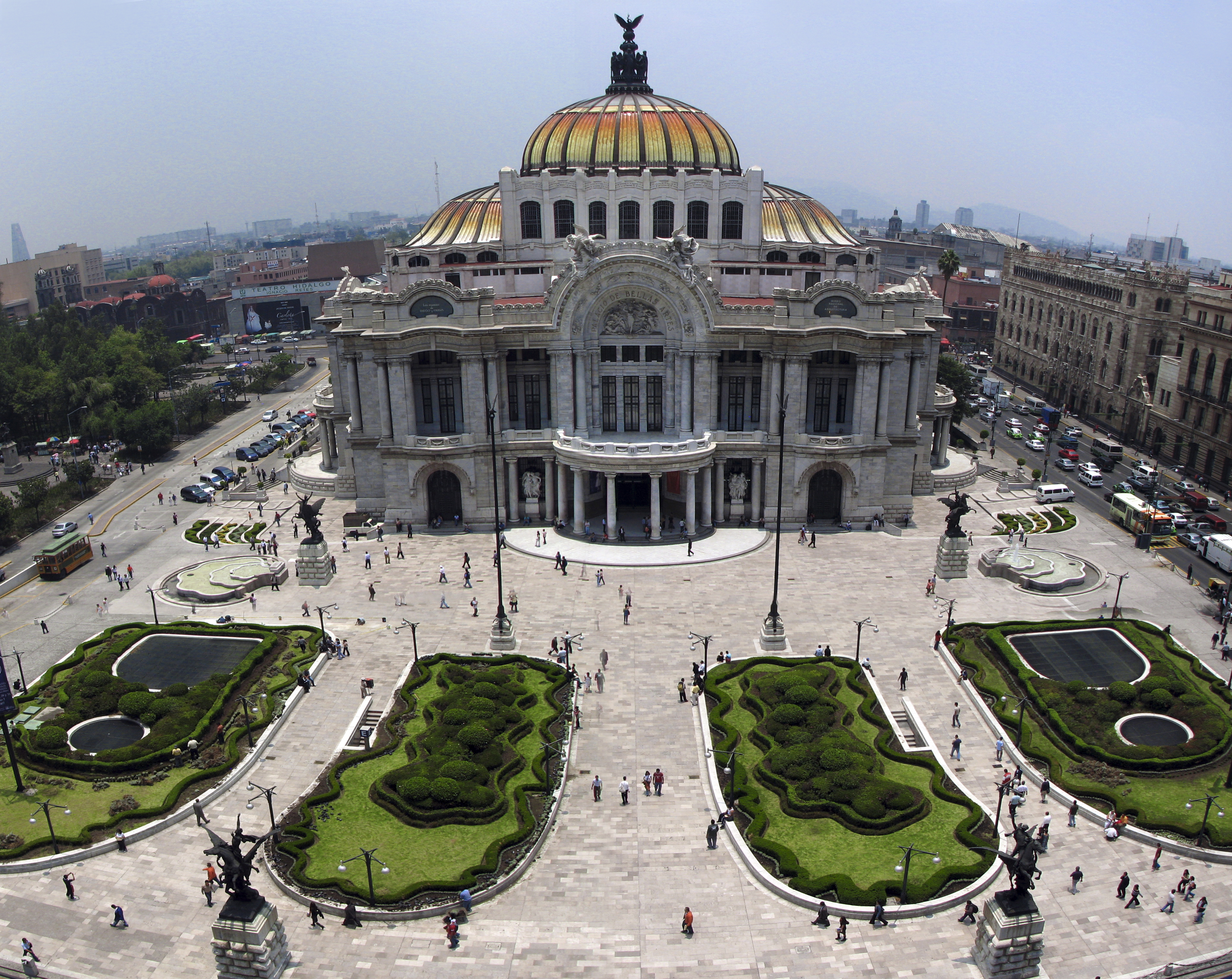
Palacio de Bellas Artes

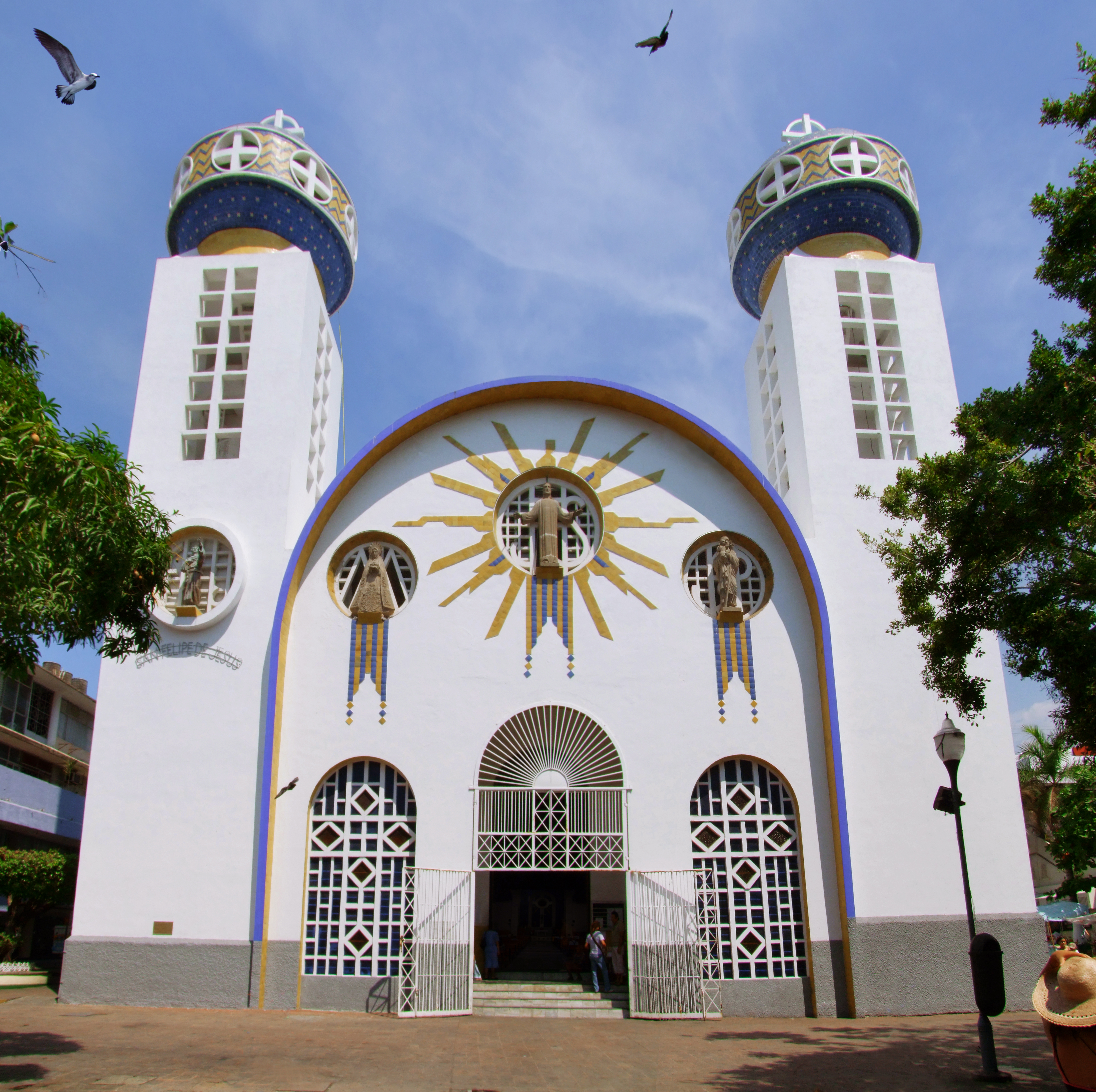
Kathedrale von Acapulco

Federico Ernesto Mariscal Piña, oft auch nur Federico Mariscal (* 7. November 1881 in Querétaro; † 22. August 1971 in Mexiko-Stadt), war ein mexikanischer Architekt und Sachbuchautor. Er gilt als einer der bedeutendsten Architekten Mexikos im 20. Jahrhundert.

## Leben und Werk
Federico war das letzte von sieben Kindern des Ehepaars Alonso Mariscal Fagoaga und Juana Piña Saviñón. Nach seiner Schulzeit besuchte er die Escuela Nacional de Arquitectura an der Academia de San Carlos in Mexiko-Stadt, wo er im Jahr 1903 sein Examen absolvierte. Danach wechselte er an die Fakultät für Architektur an der Nationalen Autonomen Universität von Mexiko (UNAM), wo er von 1909 bis 1969 als Professor tätig war.
Zu seinen bedeutendsten Arbeiten gehören die Vollendung des Innenraums des Palacio de Bellas Artes (1932–1934), der Neubau der Konkathedrale von Chilapa (ca. 1935–1967) und der Kathedrale von Acapulco (1950er Jahre).

## Ehrungen
Er erhielt zwei Doktortitel: den ersten an der Universidad Nacional Autónoma de México (1933), den zweiten an der Universität von Havanna in Kuba (1950). Im Jahr 1984 wurde ein Lehrstuhl an der Universidad Nacional Autónoma de México nach ihm benannt.